# Юдін Павло Олександрович
Павло Олександрович Юдін (31 травня 1902, місто Тула, тепер Російська Федерація — 10 квітня 1956, місто Москва) — радянський діяч, міністр будівництва підприємств важкої індустрії СРСР, міністр промисловості будівельних матеріалів СРСР. Кандидат у члени ЦК КПРС у 1952—1956 роках. Депутат Верховної Ради РРФСР 2-го скликання. Депутат Верховної Ради СРСР 4-го скликання.

## Життєпис
Народився в родині робітника.
З 1917 року працював паяльщиком і верстатником Тульського збройового заводу. У 1918—1919 роках — чорнороб 3-ї ділянки служби колії Московсько-Курської залізниці. У 1919—1922 роках — службовець єдиного споживчого товариства Тульського патронного заводу.
У 1922—1925 роках — студент Московського інституту водного господарства, який закінчив у 1929 році.
У 1925 році — технік Кримводгосподарства в місті Сімферополі Кримської АРСР.
У 1925—1927 роках — технік Ферганського управління водного господарства в місті Андижані Узбецької РСР.
У 1927—1929 роках — виконроб будівництва Первомайської гідроелектростанції (ГЕС) в Українській СРР.
У 1929—1930 роках — інженер будівництва Краматорської електростанції на Донбасі.
Член ВКП(б) з 1930 року.
У 1930—1931 роках — виконроб, головний інженер, начальник будівництва коксових печей на будівництві коксохімічного заводу в місті Алчевську.
У 1931—1932 роках — головний інженер, начальник будівництва Харківського коксохімічного заводу.
У 1932—1933 роках — старший інженер тресту «Індубуд» в місті Харкові.
У 1933—1935 роках — заступник технічного директора, начальник управління нового будівництва, головний інженер тресту «Бурвугілля» в місті Олександрії Одеської області.
У 1935—1937 роках — головний інженер тресту «Металобуд» у місті Москві.
У 1937 році — керуючий тресту «Коксхіммонтаж» у місті Харкові.
У 1937—1939 роках — начальник Головного управління коксохімічної промисловості Народного комісаріату важкої промисловості СРСР.
У 1939 році — заступник народного комісара паливної промисловості СРСР.
У 1939—1940 роках — заступник, у 1940—1946 роках — 1-й заступник народного комісара по будівництву СРСР.
19 січня — 15 березня 1946 року — народний комісар із будівництва підприємств важкої індустрії СРСР. 15 березня 1946 — 29 травня 1950 року — міністр будівництва підприємств важкої індустрії СРСР.
29 травня 1950 — 10 квітня 1956 року — міністр промисловості будівельних матеріалів СРСР.
Помер 10 квітня 1956 року. Похований в Москві на Красній площі біля Кремлівської стіни.

## Нагороди
- шість орденів Леніна (8.01.1943, 28.07.1949, 30.05.1952)
- орден Трудового Червоного Прапора (18.01.1939)
- медалі